# Цоци-Юртовская центральная мечеть
Цоци-Юртовская центральная мечеть имени Магомеда Митаева — располагается в селении Цоци-Юрт Курчалоевского района Чеченской Республики. Первая по размерам и значению джума-мечеть населенного пункта, вмещает более 5000 верующих.

## История
По состоянию на 1883 год в селении Цоци-юрт насчитывалось 9 мечетей, основанная главная джума-мечеть и 8 квартальных.
Соборная мечеть Цоци-Юрта названа в честь правнука известного чеченского религиозного деятеля Бамат-Гирей-Хаджи — Магомеда Митаева.
Возведение мечети было начато в мае 2009 года. Финансирование данного проекта реализовывалось на средства Регионального общественного фонда имени  Ахмата-Хаджи Кадырова.
16 ноября 2010 года прошло торжественное открытие мечети, где присутствовали местные жители и руководство Чеченской республики так же были приглашены гости из зарубежных стран.
Архитектура мечети сочетает в себе два стиля — классический османский и византийский.
Мечеть им. Магомеда Митаева по своему архитектурному облику напоминает джума-мечети в других городах республики, однако в архитектурный облик цоцан-юртовской мечети были внесены существенные изменения, что придало ей свою неповторимую индивидуальность. Над созданием внутреннего и внешнего интерьера мечети трудились лучшие турецкие мастера резьбы по камню, дереву и росписи.
Наружные и внутренние стены мечети отделаны мрамором — травертином, а интерьер храма обильно декорирован белым мрамором, который добывают на острове Мармара Адасы в Мраморном море (Турецкая провинция Балыкесир).
Общая площадь мечети — 2000 квадратных метра, а вместимость — 5 тысяч человек. Мечеть венчает большой, высотою более двадцати и диаметром 15,5 м купол. Под центральным куполом установлена 6-метровая люстра с напылением из золота, она украшена кристаллами Swarovski. С северной стороны к мечети прилегает летняя галерея. Всю эту красоту дополняют четыре 47-метровых минарета, которые имеют по два балкона для совершения азана, откуда голос муэдзина доносится далеко за пределы села.